# 張廷拱
张廷拱（1569年—1633年），字尚宰，號辅吾，福建泉州府同安县人，明朝政治人物。

## 生平
万历二十五年（1597年）丁酉科福建乡试舉人，二十九年（1601年）辛丑科進士，初授怀宁县令，清内使挟带私船，宽省运民夫。丁艰，服除，补丰城，捐俸筑堤以利民。改迁安，编铺平法，辽左车马不疲奔命。擢礼部主事，天启中，皇帝大婚，奉使往广东宣诏。历祠祭司郎中。时朝中多依附权璫，独廷拱正言谠论，非端人君子不与交游。歴光禄寺丞、大理寺右寺丞，天启五年（1625年）削籍归。庄烈帝即位，求旧赐环，二年復原官，以边才擢佥都御史，巡抚大同。召对称旨，帝顾近辅曰：『廷拱，福将也』。至则给宗禄、恤饥军，修土堡、制火器，边计靡弗周密。警告猝至，御变投机，敌不能犯。以焦劳成疾，及亟，谆谆谕戒诸将竭力报国，言不及私。崇祯六年（1633年）癸酉卒于官，年六十五，赐祭葬，谥「襄靖」。